# Istanbul Challenger 1992
L'Istanbul Challenger 1992 è stato un torneo di tennis facente parte della categoria ATP Challenger Series nell'ambito dell'ATP Challenger Series 1992. Il torneo si è giocato a Istanbul in Turchia dal 17 al 23 agosto 1992 su campi in cemento.

## Vincitori

### Singolare
Henrik Holm ha battuto in finale  Stéphane Simian con il punteggio di 7–6, 6–2.

### Doppio
Bertrand Lemercier /  Stéphane Simian hanno battuto in finale  Roberto Saad /  Roger Smith con il punteggio di 7–6, 7–6.